# Horst Heldt
Horst Heldt (ur. 9 grudnia 1969 w Königswinter) – niemiecki piłkarz, występował na pozycji pomocnika.

## Kariera klubowa
Heldt jako junior grał w klubach SV Königswinter, FV Bad Honnef oraz 1. FC Köln, do którego trafił w 1987 roku, a w 1990 roku został włączony do jego pierwszej drużyny. 1 września 1990 w zremisowanym 2:2 spotkaniu z Borussią Mönchengladbach zadebiutował w Bundeslidze. 16 listopada 1990 w wygranym 2:0 meczu z FC St. Pauli strzelił pierwszego gola w trakcie gry w Bundeslidze. W 1991 roku dotarł z klubem do finału Pucharu Niemiec, jednak przegrał tam po rzutach karnych z Werderem Brema.
W 1995 roku odszedł do innego pierwszoligowego zespołu - TSV 1860 Monachium. Zadebiutował tam 12 sierpnia 1995 przeciwko FC St. Pauli (2:4). W ciągu czterech sezonów w barwach TSV Heldt zagrał 111 razy i zdobył 10 bramek.
W 1999 roku przeszedł do Eintrachtu Frankfurt, również grającym w Bundeslidze. Pierwsze ligowe spotkanie zanotował tam 8 sierpnia 1999 przeciwko SpVgg Unterhaching (3:0). W sezonie 2000/2001 spadł z klubem do 2. Bundesligi. W 2001 roku został graczem austriackiego Sturmu Graz.
Na początku 2002 roku Heldt powrócił do Niemiec, gdzie podpisał kontrakt z pierwszoligowym VfB Stuttgart. Pierwszy ligowy mecz zaliczył tam 23 lutego 2002 przeciwko Borussii Mönchengladbach (4:0). W sezonie 2002/2003 wywalczył z zespołem wicemistrzostwo Niemiec. W 2005 roku dotarł z klubem do finału Pucharu Ligi Niemieckiej, jednak Stuttgart został tam pokonany 1:0 przez FC Schalke 04. W styczniu 2006 roku Heldt zakończył karierę.

## Kariera reprezentacyjna
Heldt rozegrał dwa spotkania w reprezentacji Niemiec. Zadebiutował w niej 28 kwietnia 1999 w przegranym 0:1 towarzyskim meczu ze Szkocją. Po raz drugi w kadrze zagrał w spotkaniu fazy grupowej Pucharu Konfederacji ze Stanami Zjednoczonymi (0:2). Ostatecznie tamten turniej Niemcy zakończyli fazie grupowej.